# Haushaltsgrundsätze
Haushaltsgrundsätze sind die bei der Haushaltswirtschaft öffentlicher Haushalte in Deutschland zu beachtenden Prinzipien der Haushaltsaufstellung und Haushaltsausführung bei Bund, Bundesländern, Gemeinden, Gemeindeverbänden und sonstigen haushaltsführenden Stellen (Anstalten des öffentlichen Rechts, Körperschaften des öffentlichen Rechts). Ihr Ziel ist es, die öffentliche Verwaltung und Öffentlichkeit vor möglichen Verlusten, unkorrekten Daten und fehlerhaften Informationen weitestgehend zu schützen und bundesweit für eine einheitliche Haushaltsführung und ordnungsgemäße Finanzwirtschaft zu sorgen.

## Allgemeines
Diese Grundsätze entsprechen im Kern den Grundsätzen ordnungsmäßiger Buchführung und sind konkret auf öffentliche Haushaltsführung zugeschnitten. Sie sind gesetzlich verankert insbesondere im Grundgesetz (GG), im Gesetz über die Grundsätze des Haushaltsrechts des Bundes und der Länder (Haushaltsgrundsätzegesetz, HGrG) sowie der Bundeshaushaltsordnung (BHO) entsprechend in den – konkretere Vorgaben enthaltenden – einzelnen Landeshaushaltsordnungen (LHO) und den jeweiligen Gemeindeordnungen (GemO) der Länder, worin allgemeinere Sollvorschriften enthalten sind (z. B. § 75 GemO NRW). Das Haushaltsgrundsätzegesetz regelt auf Bundesebene zunächst, dass die Haushaltswirtschaft kameral oder „staatlich doppisch“ gestaltet werden kann (§ 1a HGrG). Zudem gilt ein Bepackungsverbot.

## Die einzelnen Grundsätze
Die von Praxis und Wissenschaft entwickelten Haushaltsgrundsätze umfassen ein Regelwerk von 10 die öffentliche Verwaltung bindenden Vorschriften.
- Haushaltsgrundsatz der Einheit und Vollständigkeit des Haushaltsplans (Art. 110 Abs. 1 Satz 1 GG):

Einheit (Art. 110 Abs. 2 GG, § 8 HGrG, § 11, § 12, § 26 BHO) verlangt, dass Einnahmen, Ausgaben und Verpflichtungsermächtigungen einer Gebietskörperschaft in einem einzigen Haushaltsplan zusammenzufassen sind (Einheitsbudget). Vollständigkeit (Art. 110 Abs. 1 GG, § 8, § 12 HGrG, § 11, § 15 BHO) erfordert eine lückenlose und unverkürzte, also ohne Saldierung vorgenommene Aufnahme sämtlicher erwarteter Einnahmen, Ausgaben und voraussichtlich benötigter Verpflichtungsermächtigungen (Bruttoprinzip). Sonderhaushalte sind nur für kaufmännisch eingerichtete Staatsbetriebe (Bundesbetriebe) und Sondervermögen sowie bei Kreditfinanzierung zulässig. Hieraus ergibt sich mittelbar das Verbot von Schattenhaushalten, Geheimfonds oder „schwarzen Kassen“.
- Grundsatz der Öffentlichkeit (Art. 110 Abs. 2 GG in Verbindung mit Art. 42 Abs. 1 GG):

Er fordert Transparenz für die interessierten Bürger in allen Phasen des Haushaltskreislaufes, weil die Bürger ein Recht darauf haben, zu erfahren, wie ihre Steuern verwendet wurden. Mit dem Grundsatz ist es vereinbar, dass im Bundesgesetzblatt nur der Gesamtplan publiziert wird.
- Grundsatz der vorherigen Bewilligung (Art. 110 Abs. 2 GG):

Das Haushaltsgesetz muss vor Beginn des Haushaltsjahres vom Parlament verabschiedet werden. Das Prinzip der Vorherigkeit verlangt die Feststellung des Haushaltsplans rechtzeitig vor Beginn des Haushaltsjahres, auf das er sich bezieht. Budgets sind so rechtzeitig in die parlamentarische Diskussion einzubringen, dass bei normalem Verlauf mit einer rechtzeitigen Verabschiedung zu rechnen ist (§ 30 BHO).
- Jährlichkeit und Jährigkeit (Art. 110 Abs. 2 GG):

Für jedes Haushaltsjahr sind Ausgaben und Einnahmen in einem Haushaltsplan aufzustellen. Ausnahme ist die so genannte Übertragbarkeit zur Fortführung von Projekten und Haushaltsresten. Ausgaben sollen bis zum Ende des Haushaltsjahres periodengerecht geleistet werden. Haushaltsvermerke in der Haushaltssatzung können zu Zahlungen über das Ende des Haushaltsjahres hinaus ermächtigen (Landesrecht, z. B. § 17, Nr. 5 i. V. m. § 21 SächsKomHVO-Doppik).
- Grundsatz der Sparsamkeit und Wirtschaftlichkeit (Art. 114 Abs. 2 Satz 1 GG, § 6 HGrG, § 7 BHO):

Die Verwaltung ist zur sparsamen Haushaltswirtschaft angehalten (§ 7 Abs. 1 BHO). Es gilt das Minimal- (ein bestimmtes Ziel mit möglichst wenig Mitteln erreichen) und das Maximalprinzip (mit gegebenen Mitteln einen möglichst großen Nutzen erzielen). § 7 Abs. 2 BHO fordert für alle finanziellen Maßnahmen eine vorherige Wirtschaftlichkeitsuntersuchung, die sich auch auf die Risikoverteilung zu erstrecken hat.
- Grundsatz der Gesamtdeckung (Nonaffektation; § 7 HGrG, § 8 BHO):

Sämtliche Einnahmen dürfen nicht zweckgebunden sein, sondern dienen als Deckungsmittel für alle Ausgaben. Ausnahmen bilden anders lautende gesetzliche Bestimmungen, Mittel von Dritten oder der Haushaltsplan sieht Abweichungen vor.
- Haushaltsgrundsatz der Fälligkeit (§ 8 HGrG, § 11 BHO):

Es dürfen nur solche Ausgaben im Haushaltsplan veranschlagt werden, die im Haushaltsjahr fällig und somit kassenwirksam werden.
- Haushaltsgrundsatz der Haushaltswahrheit und der Haushaltsklarheit (§ 10, § 11 HGrG):

Aus den Bestimmungen ist das ungeschriebene materielle Gebot der Haushaltswahrheit und das formelle Gebot der Haushaltsklarheit zu interpretieren, das den Gestaltungsprinzipien der Bilanzwahrheit und Bilanzklarheit entspricht. Beide Gebote sind keine strikten Rechtsgebote, sondern verlangen lediglich die Vermeidung des klaren Gegenteils. Klarheit wird über die Gliederung verwirklicht (§ 13 BHO). Zur Haushaltsklarheit gehört auch die systematische, aussagefähige Gliederung des Haushalts und die Kennzeichnung seiner Einzelansätze. Zum Gebot der Wahrheit gehört auch die Forderung nach einem ausgeglichenen Haushalt.
- Haushaltsgrundsatz des Bruttoprinzips (§ 12 HGrG, § 15 Abs. 1 BHO):

Einnahmen und Ausgaben sind getrennt voneinander zu berechnen. Ausnahmen bilden Erstattungen, Berichtigung von Überbezahlungen und Nebenkosten von Erwerbs- und Nebengeschäften
- Haushaltsgrundsatz der sachlichen Spezialisierung oder Einzelveranschlagung (§ 12 Abs. 4 HGrG, § 17 Abs. 1 BHO):

Einnahmen werden nach Entstehungsgrund, Ausgaben nach Zweck und Betrag getrennt veranschlagt. Verpflichtungsermächtigungen und Ausgaben dürfen nur nach dem im Haushaltsplan genannten Zweck verwendet werden. Eine Ausnahme stellen die globalen Minderausgaben und globalen Mehrausgaben dar, die nicht zweckgebunden, sondern mit einem Pauschalbetrag ausgewiesen werden.
Spezialität (§ 15, § 27, § 19, § 20, § 46 BHO):
(1) Qualitative Spezialität: auszugebende Mittel dürfen nur für den im Haushaltsplan ausgewiesenen Zweck ausgegeben werden. Ausgenommen sind Ausgaben, für die eine gegenseitige oder einseitige Deckungsfähigkeit entweder generell (im Bereich der Personalausgaben) oder durch besondere Erklärung im Haushaltsplan zugelassen ist.
(2) Quantitative Spezialität: zu verausgabende Mittel dürfen nur bis zu der im Haushaltsplan ausgewiesenen Höhe ausgegeben werden. Ausgenommen sind über- und außerplanmäßige Ausgaben im Fall eines unvorhergesehenen und unabweisbaren Bedürfnisses; sie bedürfen nach Art. 112 GG im Bereich des Bundeshaushalts der Zustimmung des Bundesfinanzministers.
(3) Temporäre Spezialität: zu verausgabende Mittel dürfen nur in der Zeit, für die der Haushaltsplan gilt, ausgegeben werden. Ausgenommen sind Ausgaben, für die Übertragbarkeit entweder generell (Ausgaben für Investitionen und Ausgaben aus zweckgebundenen Einnahmen) oder durch besondere Erklärung im Haushaltsplan zugelassen ist (Übertragbarkeit von Ausgaben).

## Verletzung der Grundsätze
In Dienstverträgen des öffentlichen Dienstes ist zumindest bei mit Haushalten befassten Personen vorgesehen, dass „die Haushaltsgrundsätze einzuhalten sind.“ Die Verletzung der Haushaltsgrundsätze kann als „Haushaltsuntreue“ – ein Unterfall der Untreue – nach § 266 StGB geahndet werden. Der BGH hatte 1997 allerdings klargestellt, dass es keinen Tatbestand der „Haushaltsuntreue“ gebe, der „alleine die Pflichtwidrigkeit haushaltswidriger Verfügungen mit Strafe bedroht.“ Der Verstoß gegen geltendes Haushaltsrecht oder die Haushaltsgrundsätze ist daher nicht ohne weiteres nach § 266 Abs. 1 StGB strafbar. Vielmehr ist zu beweisen, dass der öffentlichen Hand durch die pflichtwidrige Handlung ein Vermögensnachteil entstanden ist. Der subjektive Tatbestand des § 266 StGB setzt Kenntnis von der Verletzung der Haushaltsgrundsätze voraus. Eine strafrechtlich relevante pflichtwidrige Schädigung der zu betreuenden Haushaltsmittel kommt insbesondere in Betracht, wenn ohne entsprechende Gegenleistung Zahlungen erfolgen, auf die im Rahmen vertraglich geregelter Rechtsverhältnisse ersichtlich kein Anspruch bestand. Ungeachtet der Gleichwertigkeit von Leistung und Gegenleistung kommt Haushaltsuntreue dem BGH zufolge in Betracht, wenn durch eine Haushaltsüberziehung eine wirtschaftlich gewichtige Kreditaufnahme erforderlich wird, wenn die Dispositionsfähigkeit des Haushaltsgesetzgebers in schwerwiegender Weise beeinträchtigt wird und er durch den Mittelaufwand insbesondere in seiner politischen
Gestaltungsbefugnis beschnitten wird. Anders als im Normalfall der Untreue liegt bei Haushaltsuntreue keine persönliche Bereicherung des Täters vor.
Zivilrechtlich sind Rechtsgeschäfte, die gegen geltendes Haushaltsrecht verstoßen, nicht nach § 134 BGB (Verbotsgesetz) nichtig, sondern allenfalls in besonders schweren Fällen wegen Sittenwidrigkeit (§ 138 Abs. 1 BGB).
Die Grundsätze der Sparsamkeit und Wirtschaftlichkeit sind als rechtliche Steuerungsnormen dazu bestimmt, einen äußeren Begrenzungsrahmen für den gemeindlichen Entfaltungs- und Gestaltungsspielraum dahin gehend zu bilden, solche Maßnahmen zu verhindern, die mit den Grundsätzen vernünftigen Wirtschaftens schlechthin unvereinbar sind. Den darin enthaltenen Grundsatz, dass der Staat nichts „verschenken“ darf, müssen alle staatlichen und kommunalen Stellen beachten, unabhängig davon, auf welcher Grundlage sie tätig werden. Ein Verstoß gegen diesen Grundsatz führt zur Nichtigkeit von Verträgen, die eine Zuwendung an Private ohne Gegenleistung zum Gegenstand haben und unter keinem Gesichtspunkt als durch die Verfolgung legitimer öffentlicher Aufgaben im Rahmen einer an den Grundsätzen der Rechtsstaatlichkeit orientierten Verwaltung gerechtfertigt angesehen werden können.